# L'Oiseau blanc
Vous lisez un « article de qualité » labellisé en 2010.
Pour les articles homonymes, voir L'Oiseau blanc (homonymie).
L'Oiseau blanc est un avion biplan qui a disparu le 8 mai 1927 avec ses deux pilotes, les Français Charles Nungesser et François Coli, lors de la première tentative de traversée aérienne de l'océan Atlantique Nord sans escale entre Paris et New York. Moins de deux semaines après leur disparition, l'Américain Charles Lindbergh est le premier à réussir cette traversée, mais dans l'autre sens, à bord du Spirit of St. Louis.
La disparition de l'Oiseau blanc est considérée comme l'un des plus grands mystères de l'histoire de l'aviation. De nombreuses hypothèses ont circulé sur le sort de l'appareil et de ses deux aviateurs, mais la plus communément admise est qu'ils ont été pris dans un grain ou dans le brouillard et précipités dans l'océan. Toutefois, plusieurs enquêtes effectuées à partir des années 1980 laissent supposer que l'Oiseau blanc aurait atteint Terre-Neuve et se serait écrasé sur cette île ou vers Saint-Pierre-et-Miquelon, ou encore près de la côte du Maine, aux États-Unis.
Depuis 2015, la thèse de l'amerrissage de l'appareil près de Saint-Pierre-et-Miquelon est reconnue,. Ces recherches ont reçu le prix Paul Tissandier de la fédération aéronautique internationale, en 2015,,.
L'Oiseau blanc a laissé un important héritage : il est évoqué dans quelques films, chansons et musées. De nombreuses rues, en France, portent les noms de Nungesser ou Coli. Une statue ainsi qu'un mémorial ont été érigés à l'aéroport de Paris-Le Bourget, leur point de départ, et à Étretat, où ils ont été aperçus pour la dernière fois depuis la France.

## Contexte

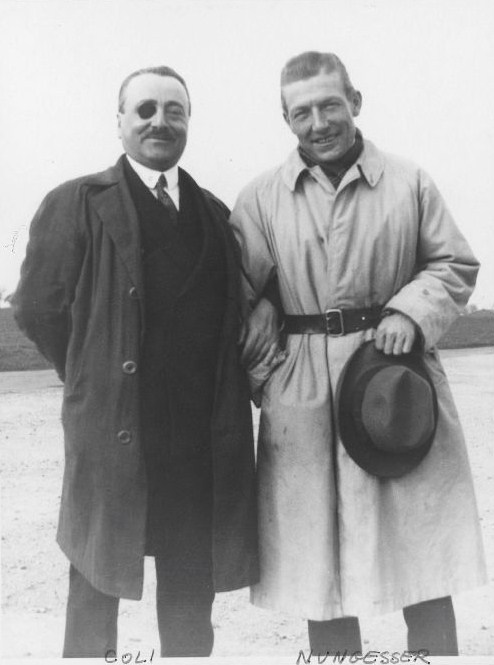
Les aviateurs français François Coli (à gauche) et Charles Nungesser (à droite).

À l'issue de la Première Guerre mondiale, les aviateurs tentent de démontrer l'utilité pacifique de l'aviation en établissant de nouveaux records de distance, d'altitude ou de vitesse. Du 8 au 31 mai 1919, le pilote américain Albert Cushing Read rallie Long Island, aux États-Unis, à Plymouth, en Grande-Bretagne, en vingt-trois jours et cinq escales. L'homme d'affaires américain d'origine française Raymond Orteig décide alors le 19 mai 1919 d'offrir un prix de 25 000 dollars au premier aviateur qui effectuera un vol transatlantique sans escale entre Paris et New York dans les cinq années qui suivent. Dès le mois suivant, les aviateurs britanniques Alcock et Brown, partis de Terre-Neuve, sont les premiers à traverser l'Atlantique sans escale en se posant à Clifden, en Irlande. Personne n'ayant relevé son défi, Orteig renouvelle son offre en 1924. En 1925, le Français François Coli est le premier aviateur à s'inscrire mais d'autres aviateurs, comme René Fonck, tentent leur chance grâce aux progrès techniques effectués au cours des années 1920.
François Coli, ancien capitaine au long cours et vétéran de la Première Guerre mondiale décoré de la Légion d'honneur, a effectué des vols historiques à travers et autour de la mer Méditerranée. Il a notamment battu le record de distance en ligne droite en 1919 entre Paris et Kénitra, au Maroc, et travaille sur un vol transatlantique depuis 1923. À l'origine, il est censé voler avec son camarade de guerre Paul Tarascon, un as ayant remporté 12 victoires, mais un accident à la fin de l'année 1926 détruit leur Potez 25 et laisse Tarascon gravement brûlé. François Coli est alors contacté par Charles Nungesser, l'un des aviateurs français les plus expérimentés, as aux 43 victoires. Nungesser étudie la possibilité de réussir le vol Paris-New York depuis 1925 et a besoin d'un navigateur expérimenté. Les deux hommes obtiennent le soutien du constructeur aéronautique Pierre Levasseur et du motoriste Lorraine-Dietrich.
Bien que les vents dominants sur le parcours soufflent d'ouest en est et favorisent une traversée de New York vers Paris, Charles Nungesser et François Coli organisent leur traversée au départ de Paris, pour des raisons symboliques. Nungesser et Coli ne sont pas inscrits au prix Orteig, et ce malgré la première inscription de Coli en 1925. L'objectif officiel des aviateurs est, en traversant l'Atlantique, d'établir un nouveau record de distance en vol,.
En raison de la personnalité des deux hommes et de la force de l'enjeu, la préparation du raid est très fortement médiatisée des deux côtés de l'Atlantique. En France, l'avancée des préparatifs est suivie au jour le jour par un public passionné grâce aux nombreux articles publiés par les journaux,.

## Construction

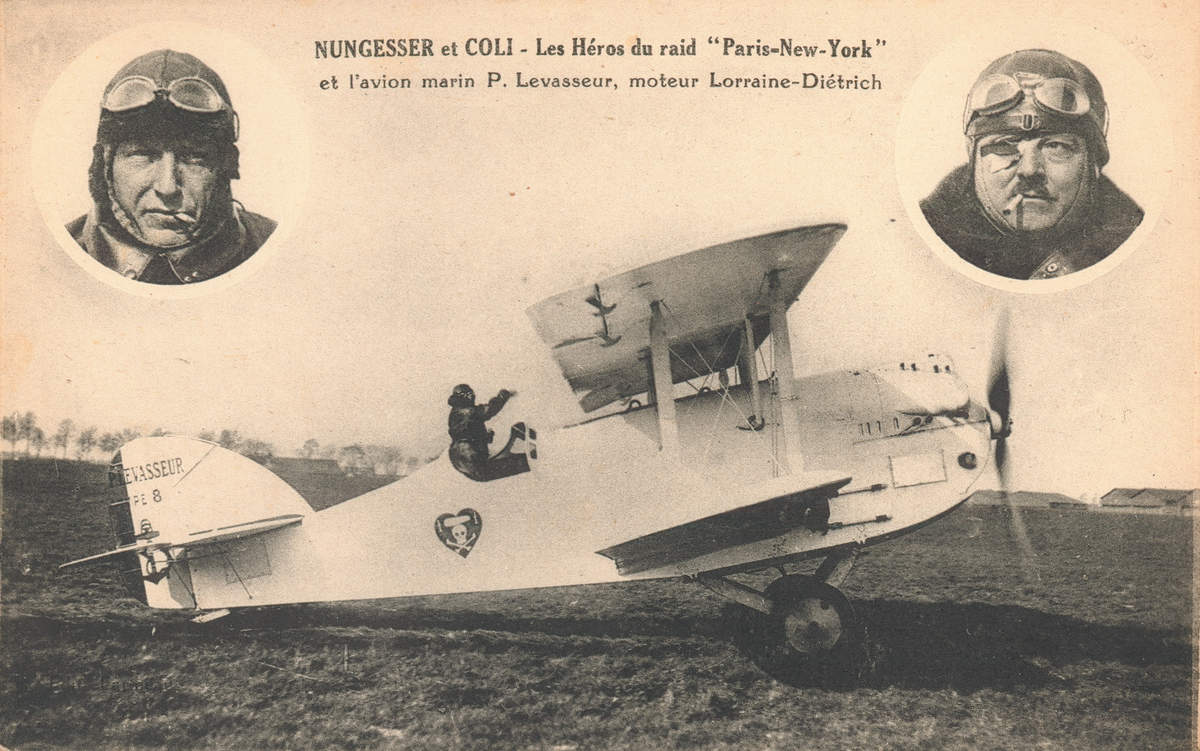
LOiseau blanc lors des essais, en avril 1927.

Nungesser et Coli participent à l'élaboration de leur nouvel appareil, un Levasseur PL.8 dérivé de l'avion de reconnaissance PL.4. Le PL.4 est utilisé dans la jeune aéronavale française et il est destiné à servir sur le premier porte-avions français, le Béarn, alors en cours d'achèvement. Ce biplan à trois places dispose d'un fuselage dit « marin », lui permettant d'amerrir en cas de besoin. Avec l'aide de l'ingénieur en chef Émile Farret et du chef de fabrication Albert Longelot à l'usine de Pierre Levasseur, les aviateurs suppriment le cockpit biplace situé à l'avant et le remplacent par trois énormes réservoirs de carburant, contenant au total 4 025 litres d'essence. Le fuselage est élargi et renforcé pour permettre un amerrissage et à Nungesser et Coli de s'asseoir côte à côte, le second légèrement en retrait et plus bas par rapport au premier. L'envergure des ailes est portée à 14,6 m.

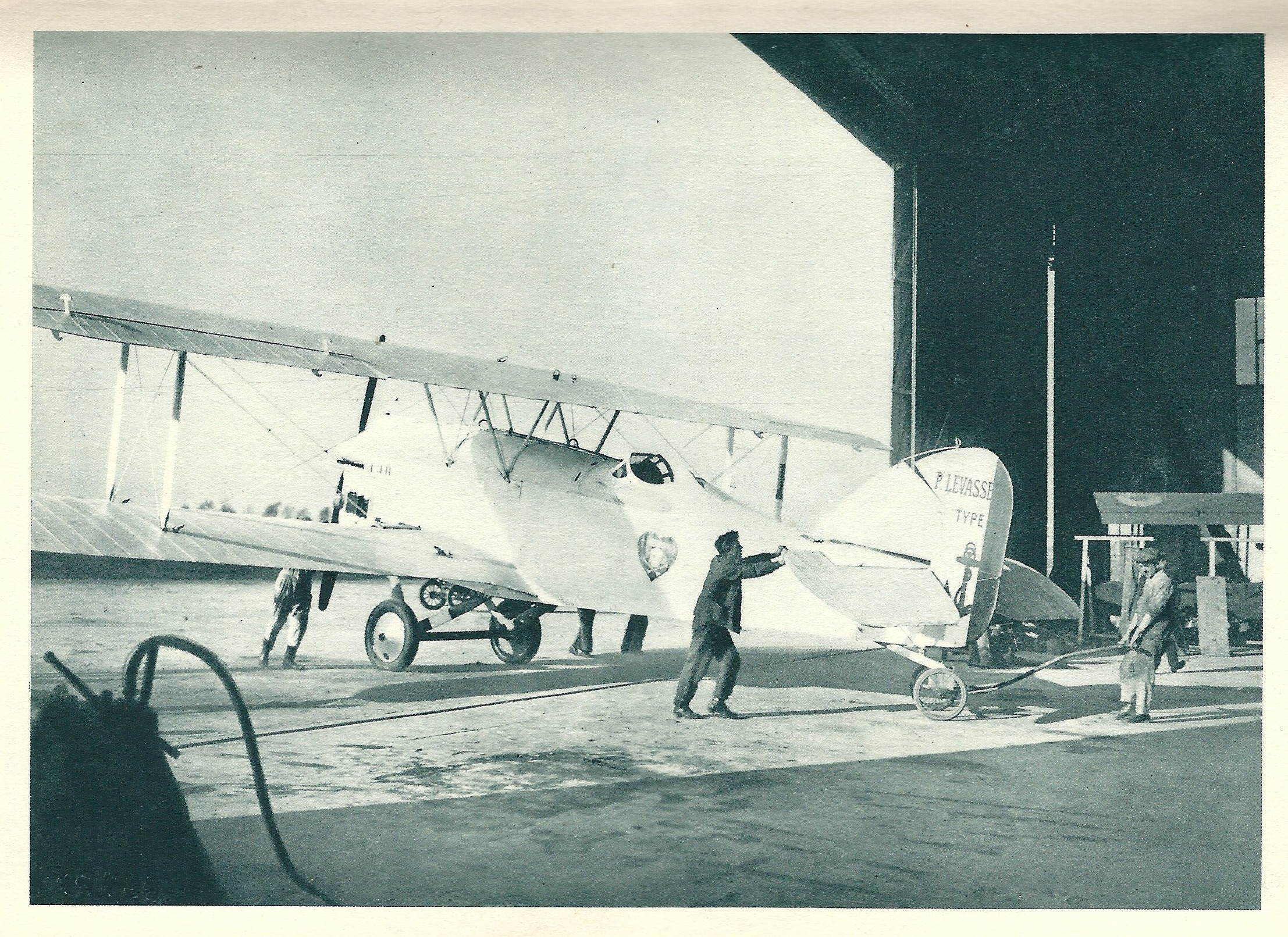
LOiseau blanc au hangar (aérodrome du Bourget).

Les caractéristiques de l'Oiseau blanc s'établissent ainsi :
- Envergure : 14,60 m
- Longueur : 9,70 m
- Hauteur : 3,90 m
- Surface portante : 61,50 m2
- Poids à vide avec eau et accessoires : 1 905 kg
- Poids de l'équipage : 150 kg
- Poids du combustible : 2 300 kg
- Poids de l'huile : 80 kg
- Poids des vivres et des appareils de sauvetage : 30 kg
- Poids total au départ : 4 963 kg
- Diamètre de l’hélice : 3,95 m
- Volume du combustible : 4 025 l
- Vitesse au sol avec le train : 200 km/h
- Montée à 5 000 m avec une charge de 3 225 kg

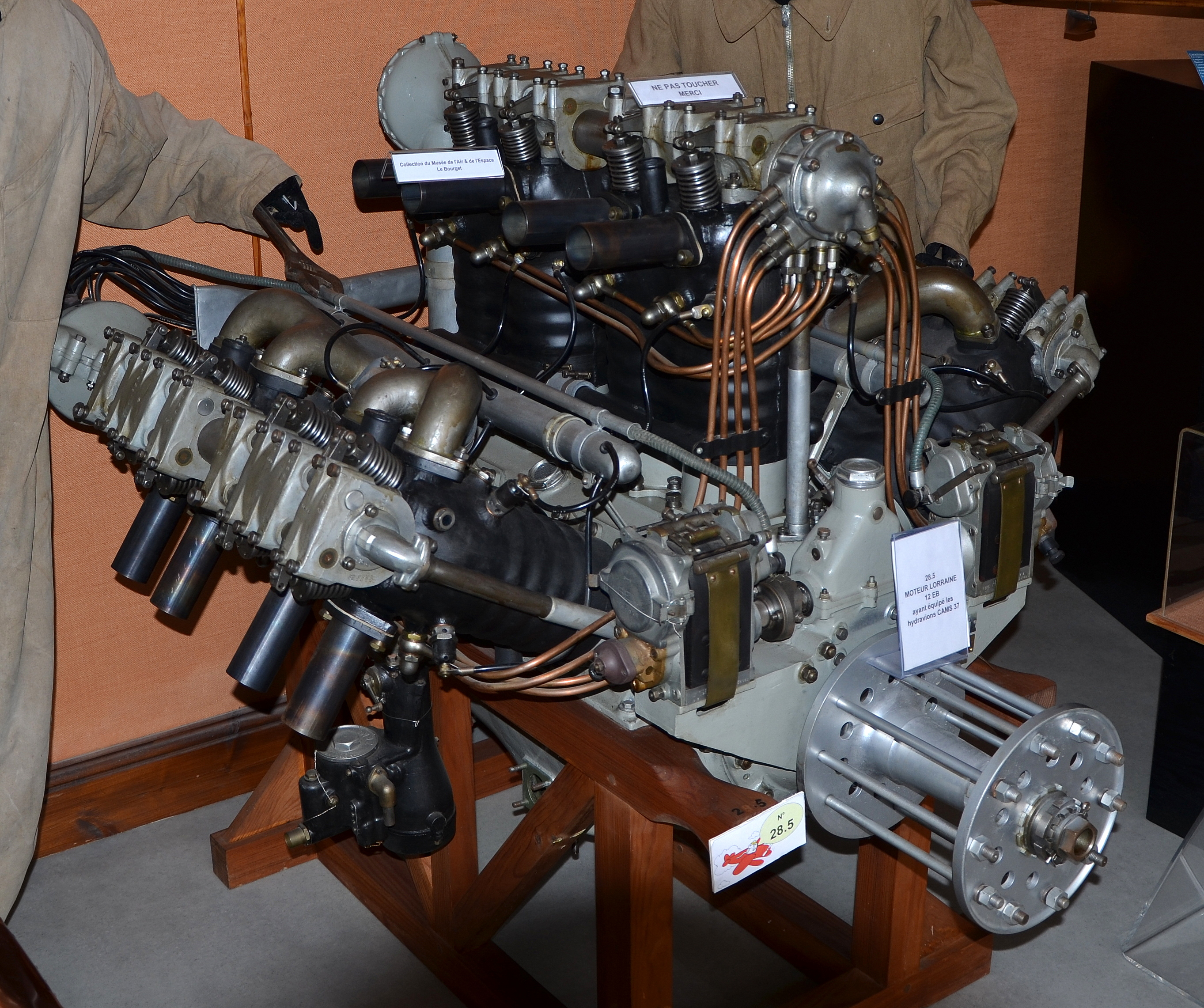
Moteur Lorraine 12 Eb, exemplaire exposé au Musée historique de l'hydraviation de Biscarrosse, prêt du Musée de l'Air.

Le moteur est un Lorraine de 12 cylindres montés en W, développant 450 chevaux. Les cylindres sont montés en trois séries séparées de 60 degrés, reprenant une conception similaire du motoriste britannique Napier. Le moteur est testé pour s'assurer qu'il fonctionnera pendant l'intégralité du vol : il tourne pendant quarante heures à l'usine Levasseur de Chartres. Ce moteur Lorraine a démontré sa fiabilité à l'occasion de nombreux raids aériens au cours des années précédentes, équipant notamment le Potez 25.
Le PL.8 est construit en bois et baptisé l'Oiseau blanc par Nungesser, en référence à un chef indien du Wyoming qu'il rencontra en 1925 et qu'il fit voler avec lui. On appose les marquages tricolores bleu-blanc-rouge sur les ailes et la dérive de l'appareil. Nungesser fait peindre de chaque côté du fuselage son insigne personnel : une tête de mort aux tibias entrecroisés, surmontée par un cercueil entouré de deux chandeliers, le tout dessiné dans un cœur noir. L'appareil est prêt à la mi-avril. Les essais débutent immédiatement et s'échelonnent jusqu'au départ des deux hommes. On le déleste de tout poids inutile : Nungesser et Coli partent ainsi sans radio, ni canot de sauvetage. L'équipement du tableau de bord est sommaire, en particulier en ce qui concerne le contrôle du vol sans visibilité, auquel l'équipage est peu entraîné. Toujours dans un souci d'économiser du poids et de gagner en aérodynamisme, le train d'atterrissage est conçu pour être largué après le décollage ; l'arrivée prévue à New York est un amerrissage devant la statue de la Liberté.

## Le vol

Plan de vol conçu par François Coli pour le 8 mai 1927.

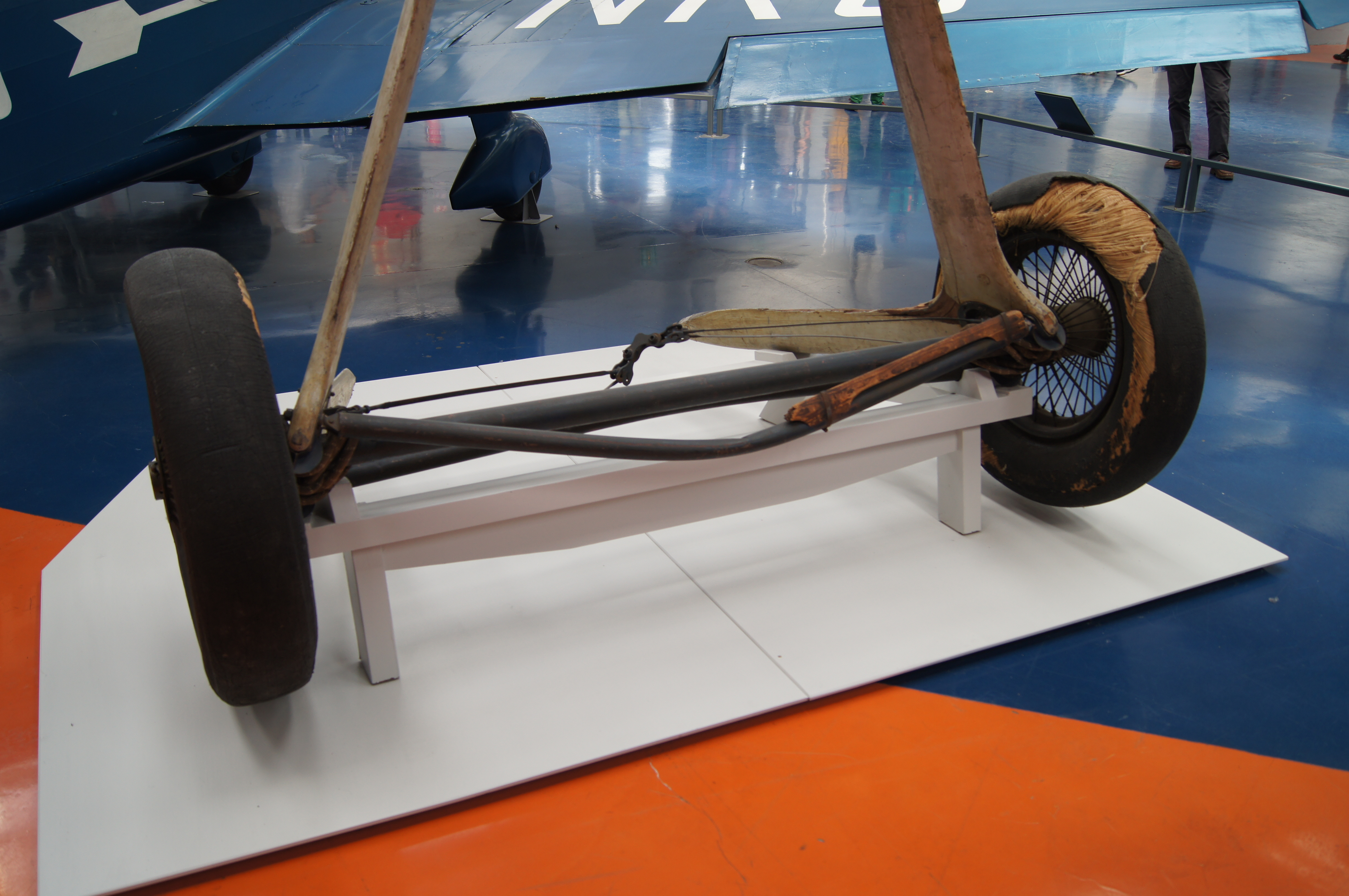
Train d'atterrissage de l'Oiseau Blanc, conservé au Musée de l'air et de l'espace du Bourget.

François Coli conçoit son plan de vol en suivant la route orthodromique, la plus courte, qui doit les amener à naviguer au nord-ouest en survolant la Manche, le sud-ouest de l'Angleterre, l'Irlande et l'océan Atlantique avant de glisser au sud-ouest vers Terre-Neuve, la Nouvelle-Écosse et enfin la côte est des États-Unis,. François Coli s'est spécialisé dans la navigation astronomique au cours de ses années passées à bord de navires de commerce et de ses vols en Méditerranée. Il a travaillé tout l'hiver 1926-27 sur les dernières évolutions météorologiques, prévoyant un départ au mois de mai,.
Dans la journée du 7 mai, les prévisions météorologiques françaises, britanniques, irlandaises, canadiennes et américaines estiment que les vents souffleront avec constance d'est en ouest sur une grande partie de la route établie par Coli. Une dépression orageuse est toutefois signalée à hauteur de Terre-Neuve. À la faveur de ces conditions extrêmement favorables, les deux aviateurs décident à 21 heures de tenter la première traversée de l'Atlantique sans escale, au petit jour le lendemain matin. Nungesser est calme et confiant dans son appareil.
Puisque les conditions météorologiques restent favorables, décision est prise au petit matin de ne remplir les réservoirs qu'avec 3 800 litres, ceci afin de faciliter le décollage et d'améliorer les performances de l'appareil. L'Oiseau blanc décolle de l'aéroport du Bourget, près de Paris, à 5 h 18. Nungesser a besoin de 900 mètres pour faire décoller les 4 864 kg de l'appareil. Peu après, à hauteur de Gonesse, le train d'atterrissage est largué. C'est l'unique relique confirmée de l'avion ; il est exposé au Musée de l'air et de l'espace du Bourget. Après leur décollage, les aviateurs sont escortés par plusieurs avions, dont l'un est piloté par un employé de Levasseur, Carniaux. Selon son témoignage, Nungesser et Coli ont survolé successivement Enghien, Montmorency, Pontoise, Meulan, Mantes-la-Jolie, Vernon, Elbeuf, Rouen, Duclair, Caudebec-en-Caux, Bolbec et Étretat. À Étretat, à 6 h 48, l'escorte quitte l'Oiseau blanc qui fait cap au 300° vers la côte anglaise. C'est la dernière fois que l'appareil est aperçu avec une certitude absolue. Il vole alors à une altitude comprise entre 200 et 300 m et à une vitesse d'environ 130 à 150 km/h, inférieure aux 185 km/h estimés lors des essais du fait du poids du carburant. Cependant, le vol semble se dérouler normalement. La Manche est couverte d'une légère brume.
À 7 h 45, le commandant du sous-marin britannique H.50 aperçoit un biplan blanc avec des marquages bleu-blanc-rouge sur la dérive volant à une altitude de 300 m, à 20 milles nautiques au sud-ouest de la pointe des Needles, sur l'île de Wight. L'avion est ensuite identifié par un habitant de la ville irlandaise de Dungarvan à 10 h 10, puis par un prêtre de Carrigaholt à 11 heures.
Dans l'après-midi du 9 mai, à New York, une importante foule se rassemble pour assister à l'exploit de Nungesser et Coli. Des dizaines de milliers de personnes se pressent à Battery Park pour embrasser le panorama du port de New York et de la statue de la Liberté où l'Oiseau blanc doit amerrir. Des rumeurs circulent : l'avion aurait été aperçu à Terre-Neuve ou survolant Long Island. Le succès du vol de Nungesser et Coli est annoncé, à Paris, vers 23 heures à l'Aéro-Club de France. Plusieurs journaux français, dont les éditions spéciales de La Presse et des Ailes, mais aussi L'Intransigeant, La Liberté, Paris-Soir et Le Soir, relaient l'information, mais ni l'Oiseau blanc ni ses pilotes ne seront jamais revus. Dans la nuit, des câblogrammes venant des États-Unis et reçus par l'agence Havas démentent l'arrivée des aviateurs à New York. Les 3 800 litres de carburant embarqués permettent une autonomie de quarante heures ; une fois ce délai écoulé, il faut se rendre à l'évidence : l'appareil et son équipage ont disparu. L'inquiétude, ayant germé de part et d'autre de l'Atlantique, devant l'absence de nouvelle de Nungesser et Coli, laisse la place à la consternation,.

## Les recherches

### Les tentatives de sauvetages en 1927

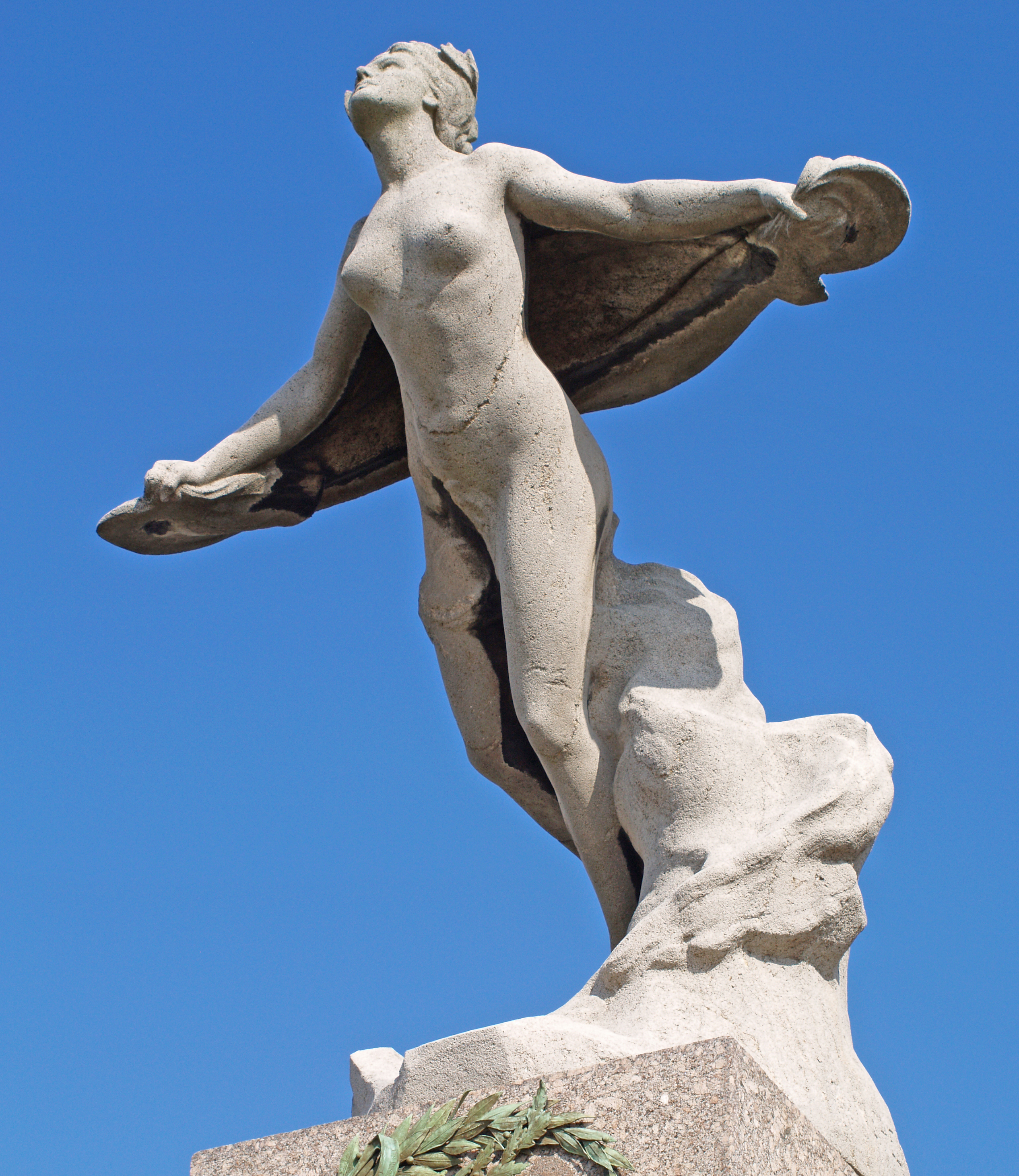
Statue érigée à l'entrée de l'aéroport du Bourget pour commémorer les vols de Nungesser et Coli et de Lindbergh.

Immédiatement, les recherches s'organisent pour retrouver l'Oiseau blanc et son équipage. La première hypothèse avancée est celle d'une chute dans la Manche, l'avion étant difficile à maîtriser à cause de la surcharge de carburant. Dès le matin du 10 mai, navires et avions sillonnent la mer entre Étretat et la côte anglaise, sans résultat. Devant les témoignages arrivant de Grande-Bretagne et d'Irlande, les recherches sont abandonnées par les autorités françaises au soir du 12 mai : tout laisse penser que les aviateurs ont franchi la Manche.
De l'autre côté de l'Atlantique, les marines américaine et canadienne effectuent d'intensives recherches dans un périmètre compris entre le golfe du Saint-Laurent, Terre-Neuve, l'île de Sable et la Nouvelle-Écosse. Plusieurs témoignages font état d'un avion blanc aperçu le matin du 9 mai à Harbour Grace, à Terre-Neuve,. Les recherches se concentrent autour de l'île, sans qu'aucune trace de l'avion ou de ses occupants soit découverte. Elles sont finalement abandonnées le 9 juin. L'aviateur australien Sidney Cotton les poursuit avec son hydravion jusque fin juillet, sans résultat.
Du 12 au 28 juin, d'étranges signaux lumineux sont aperçus dans la région du Saguenay–Lac-Saint-Jean, dans la province canadienne du Québec. Ils sont interprétés comme pouvant être des fusées éclairantes lancées par Nungesser et Coli. Un trappeur, Georges Rousseau, affirme avoir entendu un avion survoler son campement près de la rivière Péribonka le 9 mai. Plusieurs équipes de sauvetage sont dépêchées dans la région mais, du fait de la très forte densité de la forêt, leurs efforts restent vains et on perd tout espoir de retrouver les aviateurs vivants, un mois et demi après leur décollage du Bourget.
La possibilité de la présence de Nungesser et Coli dans le Saguenay est considérée comme fort improbable par les autorités canadiennes et françaises de l'époque. L'hypothèse la plus répandue au cours des cinquante années suivantes est que l'Oiseau blanc a été pris dans un grain ou dans le brouillard et s'est abîmé dans l'océan, entraînant avec lui ses deux passagers.

### Nouvelles recherches depuis les années 1980

#### Le rapport Meunier

Reconstitution du vol de lOiseau blanc selon le rapport Meunier.

À la suite de la publication dans la presse française, en 1980, de plusieurs témoignages indiquant une chute dans la Manche, l'ancien ministre français Roland Nungesser, neveu du pilote de l'Oiseau blanc, demande officiellement une enquête au ministère français des Transports. Celle-ci est confiée à Clément-Pascal Meunier, ingénieur général de l'aviation civile. Il compile pendant près de trois ans l'ensemble des témoignages et des données recueillis depuis 1927 pour tenter de retracer le parcours de l'Oiseau blanc.
Selon le rapport Meunier, il ne fait aucun doute que Nungesser et Coli ont atteint sans difficulté l'océan Atlantique. Après Étretat, l'Oiseau blanc a en effet été aperçu par le commandant du sous-marin britannique H.50 au sud-ouest de l'île de Wight à 7 h 45, par M. Dumphy, un ancien officier de marine, à Dungarvan en Irlande à 10 h 10, puis par M. Glynn et son fils à Kilrush à 11 h et enfin par le révérend Madden à Carrigaholt, quelques minutes plus tard. Ces témoignages concordent avec le plan de vol établi par François Coli, avec le cap suivi par l'Oiseau blanc lorsqu'il a franchi les falaises d'Étretat et avec les temps de passages plausibles de l'avion. Lorsque Nungesser et Coli quittent l'Irlande, six heures après leur départ, le temps est clair et le vent les porte vers l'Atlantique. Meunier estime, au regard des relevés météorologiques, que les aviateurs n'ont pas dû rencontrer de vents défavorables avant le passage des 40° ouest, longtemps après le passage du point de non-retour, le point du parcours au-delà duquel il est impossible de faire demi-tour, faute d'avoir suffisamment de carburant.
En revanche, au-delà des 40° ouest, théoriquement atteints vers 21 h le soir du 8 mai, les conditions météorologiques ont changé. Selon le service météorologique américain, la dépression signalée au large de Terre-Neuve s'est déplacée nettement moins à l'est que prévu et se trouve donc droit sur la route de l'Oiseau blanc. Les aviateurs ont dû faire face à des vents contraires, de faibles températures et probablement des chutes de neige, alors même qu'ils entraient dans la nuit. Pour éviter cette dépression, Meunier pense que Coli a dérouté l'avion vers le nord, le conduisant à effectuer une boucle à la marge de la dépression.

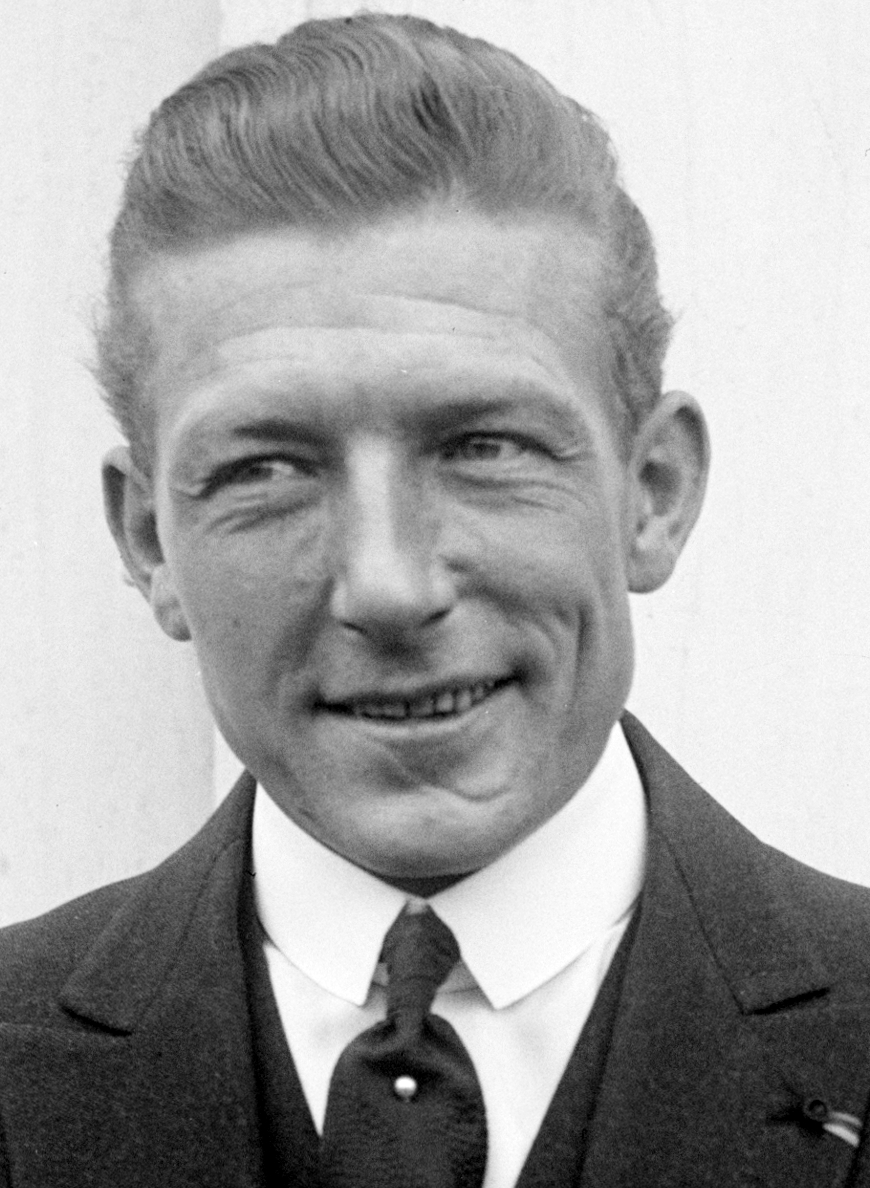
Charles Nungesser en 1925.

Ce détour aurait rallongé la route de Nungesser et Coli de plusieurs centaines de kilomètres et ralenti leur progression vers Terre-Neuve de plusieurs heures. Selon le plan de vol de François Coli, l'Oiseau blanc aurait dû aborder le continent américain vers 6 h du matin (heure de Paris) au niveau de Belle Isle, petite île située entre Terre-Neuve et la côte canadienne. Or un faisceau d'une quinzaine de témoignages concordants fait état du passage d'un avion blanc au-dessus du port de Harbour Grace, à 500 km au sud-est de Belle-Isle, vers 9 h 30 heure locale, soit 14 h 30 heure de Paris. S'il s'agit bien de l'Oiseau blanc, Nungesser et Coli auraient donc eu un retard de plus de huit heures sur leur temps de passage à Terre-Neuve. New York est désormais hors de portée d'un Oiseau blanc à court de carburant. Compte tenu de ces témoignages, Clément-Pascal Meunier estime que le passage de l'avion au-dessus de Terre-Neuve est probable, sans toutefois pouvoir l'affirmer avec certitude.

#### La piste du Maine
Au moment où Roland Nungesser demande aux autorités françaises l'ouverture d'une enquête, de nouveaux éléments déclenchent d'importantes recherches dans une région très isolée de l'État américain du Maine. En juin 1980, le journaliste Gunnar Hansen publie un article dans le Yankee Magazine intitulé « The Unfinished Flight of the White Bird ». Hansen s'appuie sur le témoignage d'un pêcheur nommé Anson Berry qui aurait entendu un avion en difficulté survoler son camp de Round Lake, à une trentaine de kilomètres au nord de la ville de Machias, vers la fin de l'après-midi du 9 mai. À cause du mauvais temps, Berry n'a pas vu l'avion, mais il a entendu un moteur avoir des ratés, s'arrêter, puis, quelques instants plus tard, le bruit d'un accident. Clément-Pascal Meunier qualifie ce témoignage de « troublant ». En effet, si l'on admet son passage à Terre-Neuve dans la matinée, l'Oiseau blanc aurait épuisé son carburant à ce moment et dans ce rayon d'action précis. Les pilotes auraient alors cherché à poser leur avion, privé de propulsion, sur l'un des innombrables lacs de la région mais ils se seraient écrasés dans les collines. En avril 1984, l'association TIGHAR (The International Group for Historic Aircraft Recovery, le groupe international pour la récupération d'avions historiques), nouvellement fondée par Rick Gillespie, entame une campagne de fouilles autour de Round Lake. Gillespie nomme cette expédition le « Project Midnight Ghosts » en référence à la formule employée par Charles Lindbergh dans son autobiographie concernant Nungesser et Coli : « they vanished like midnight ghosts, » (« ils s'évanouirent comme des fantômes de minuit »). Elle est un temps rejointe par l'association NUMA de l'écrivain Clive Cussler,. TIGHAR recense les témoignages d'une vingtaine de personnes ayant vu ou entendu un avion passer entre la frontière canadienne et Round Lake le 9 mai 1927. Les enquêteurs recueillent notamment le témoignage de Raymond Beck, qui affirme avoir trouvé près de Round Lake, en 1951, un moteur d'avion qui pourrait être le Lorraine de 450 chevaux de l'Oiseau blanc. Ce moteur aurait été à nouveau découvert, puis déplacé par des chasseurs, en 1974, au moyen de traîneaux de bois et ensuite perdu sans que TIGHAR retrouve sa trace.
Entre 1984 et 1992, près de deux cents volontaires fouillent les collines bordant Round Lake à l'aide de détecteurs de métaux, bénéficiant notamment du soutien technologique de la NASA et de l'US Air Force. En 1987, un habitant de la région rencontre TIGHAR. Il a en sa possession un étui à cigarettes décoré avec des cigognes, emblème populaire des pilotes français pendant la Première Guerre mondiale. Cet étui, découvert vers la fin des années 1920 dans les collines au nord de Machias, a par la suite été identifié par l'Aéro-Club de France comme étant probablement de fabrication française, vraisemblablement produit entre 1900 et 1920. Durant la campagne de recherches de l'automne 1988, les volontaires du projet Midnight Ghosts ont fouillé la traînée laissée par le déplacement de l'objet qui pourrait être le moteur de l'Oiseau blanc en 1974. Ils y ont trouvé deux petites pièces de métal, toujours non identifiées, « mais qui présenteraient des similitudes avec le matériel utilisé pour les ceintures de siège des appareils français des années 20 », sans qu'aucune documentation permette de confirmer cette hypothèse.
En 1992, TIGHAR arrête ses recherches près de Round Lake. En dépit des nombreux témoignages et des moyens engagés, aucune preuve concrète de la chute de l'Oiseau blanc dans le Maine n'a pu être établie.

#### La piste de Terre-Neuve

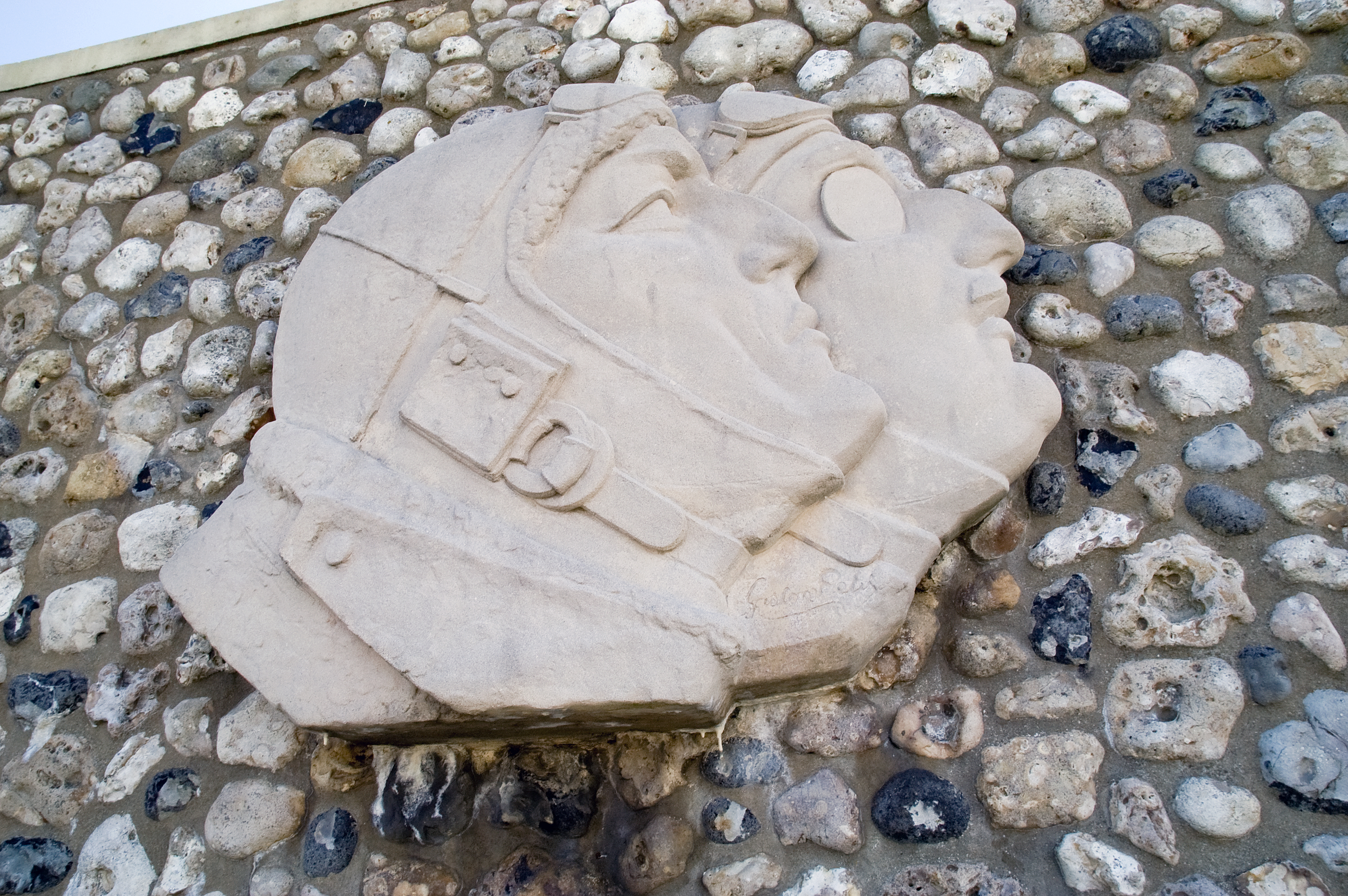
Portrait en relief représentant les aviateurs français Charles Nungesser (à gauche) et François Coli (à droite), musée Nungesser-et-Coli, Étretat (Seine-Maritime), France.

En 1990, l'écrivain français Charles Garreau publie Nungesser et Coli : premiers vainqueurs de l'Atlantique, préfacé par Roland Nungesser. Cet ouvrage est une synthèse des recherches menées jusqu'alors et développe trois hypothèses pouvant expliquer le sort de Nungesser et Coli :
- l'Oiseau blanc se serait écrasé près de la baie de Trinity, à Terre-Neuve, peu après avoir survolé Harbour Grace, probablement à cause du givrage des ailes en raison de la très faible température, entraînant une perte de contrôle de l'appareil ;
- l'Oiseau blanc se serait écrasé dans la région du Saguenay–Lac-Saint-Jean au Canada après avoir épuisé son carburant ; Nungesser et Coli auraient alors essayé de se signaler en lançant des fusées éclairantes ;
- l'Oiseau blanc se serait écrasé dans le Nord du Maine aux États-Unis après avoir épuisé son carburant.

Selon son « intime conviction », l'Oiseau blanc et son équipage reposent près de la baie de Trinity à Terre-Neuve.
Après l'arrêt des recherches dans le Maine en 1992, le projet Midnight Ghosts déplace ses recherches vers la péninsule d'Avalon, à Terre-Neuve. Cette décision est motivée par les découvertes successives, depuis 1927, de plusieurs objets métalliques pouvant provenir de l'épave d'un avion dans l'étang de Gull Pond, dans le sud de la péninsule,.
Aucun élément probant issu de l'Oiseau blanc n'étant mis au jour, TIGHAR met progressivement son projet Midnight Ghosts en sommeil au milieu des années 1990 pour se concentrer sur d'autres projets.

#### La piste de Saint-Pierre-et-Miquelon

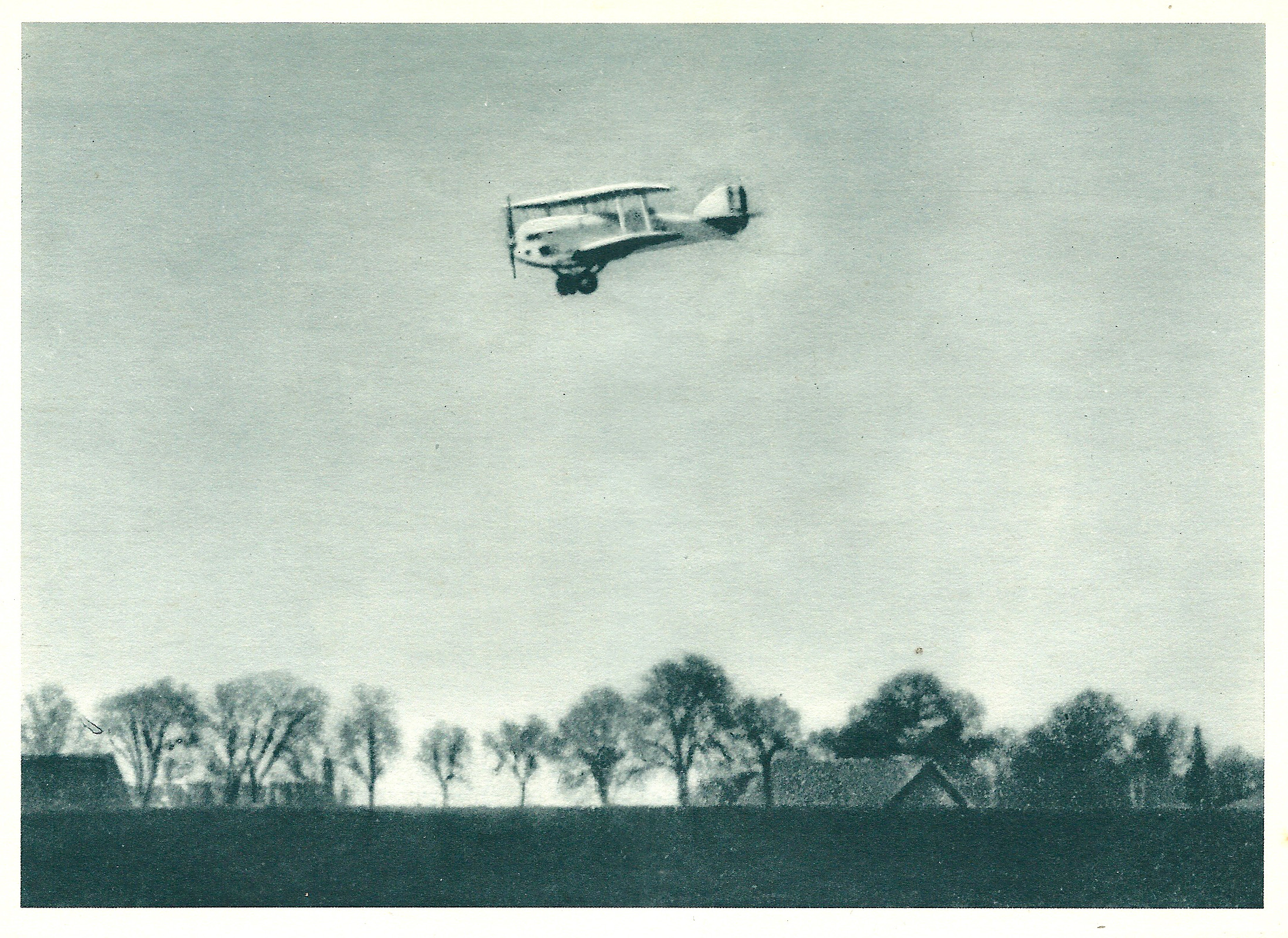
LOiseau blanc en vol, au cours de ses essais.

En mai 2009, une nouvelle campagne de recherches est lancée à Saint-Pierre-et-Miquelon, territoire français situé à quelques kilomètres au sud de Terre-Neuve. Le rapport de Clément-Pascal Meunier contient le témoignage d'un pêcheur saint-pierrais, Marie-Pierre Lechevalier, rapporté par l'ancien maire de Saint-Pierre Joseph Lehuenen. Le matin du 9 mai, Lechevalier est en train de pêcher la morue quelques milles au sud-est de Saint-Pierre lorsqu'il entend s'approcher le bruit d'un moteur d'avion, caché dans la brume. Ce bruit est soudainement suivi du fracas d'un objet lourd plongeant dans la mer. C'est alors que son chien se met à hurler à la mort, sans que Lechevalier puisse le calmer. « Renfermé, taciturne et solitaire », il s'est tu jusqu'à l'arrivée de Costes et Bellonte à New York, premiers vainqueurs de l'Atlantique Nord dans le sens est-ouest, le 2 septembre 1930. Selon Meunier, l'avion, perdu dans le brouillard, aurait alors accidentellement percuté la mer.
En 2008, Bernard Decré, un des créateurs du Tour de France à la voile, convainc le gouvernement français de la possibilité de retrouver l'Oiseau blanc dans les eaux de Saint-Pierre. Nungesser et Coli auraient été, selon lui, abattus par des bootleggers, des trafiquants d'alcool approvisionnant les États-Unis pendant la Prohibition, ou au contraire par des garde-côtes américains, Saint-Pierre-et-Miquelon étant à l'époque une plaque tournante du trafic d'alcool. Decré s'appuie sur le témoignage d'un matelot de la goélette l'Armistice, partie de Granville chargée d'alcool, dont les marins auraient aperçu l'Oiseau blanc. La marine nationale française affrète l'un de ses bâtiments, le Fulmar, pour tenter de localiser l'épave de l'appareil de Nungesser et Coli, ainsi que celle du chalutier Ravenel qui a fait naufrage en 1962. Entre le 20 mai et le 10 juin 2009, le Fulmar balaie les fonds marins à l'aide d'un sonar, à la recherche de l'écho de la structure de l'Oiseau blanc mais cette première campagne se révèle infructueuse. Une seconde campagne de recherche a eu lieu du 26 mai au 15 juin 2010 sans que l'Oiseau blanc ou le chalutier soient retrouvés. Au début du mois d'octobre 2010, Bernard Decré retrouve aux National Archives américaines un télégramme d'un Coast Guard annonçant la découverte, le 17 août 1927, d'une paire d'ailes blanches « pouvant provenir des aviateurs français »,,.
Depuis, Bernard Decré, avec le soutien du groupe Safran et du milliardaire britannique Michael Kadoorie (en), mène chaque année de nouvelles campagnes de recherche au large de Saint-Pierre-et-Miquelon, sans succès. Erik Lindbergh, le petit-fils de Charles Lindbergh, est venu déposer une gerbe de fleurs blanches devant le port de Saint-Pierre le 31 mai 2013, devant les autorités et invités.
Depuis 2015, la thèse de l'amerrissage de l'appareil près de Saint-Pierre-et-Miquelon est désormais reconnue, sans pourtant avoir apporté aucune preuve. Elle a reçu le prix Paul Tissandier no 6941 de la fédération aéronautique internationale avec ce commentaire :
« The association “A la recherche de l’Oiseau Blanc” can now prove that the Oiseau Blanc, the first aircraft to cross the North Atlantic from East to West, was seen and heard by at least twelve people on the East coast of Newfoundland on the morning of the 9th of May 1927. It is therefore confirmed that Nungesser and Coli did manage to arrive near Saint-Pierre and Miquelon after 35 hours of flight. Consequently they were the first people ever to cross the Atlantic ocean by air, from East to West! ».
Le 17 octobre 2017, des nouvelles plaques de la rue du XVIe arrondissement de Paris, limitrophe de Boulogne-Billancourt, sont dévoilées par les deux mairies voisines. Le texte qui décrivait les aviateurs comme ayant « disparu au cours de la traversée de l’Atlantique Nord en 1927 » est remplacé par la mention : « ont traversé l’Atlantique les 8 et 9 mai 1927 à bord de l’Oiseau blanc, naufragés devant Saint-Pierre et Miquelon »,. Ces nouvelles plaques sont contestées par le journaliste Alexis Rocher : « Non, Nungesser et Coli n’ont pas réussi leur traversée, fussent-ils échoués en mer au pied de l’objectif. Prétendre le contraire revient à valider les nombreuses tentatives ». Pour lui, il manque des faits et documents pour éviter l'apparition de nouvelles plaques mêlant un échec, un naufrage, avec un succès, une traversée réussie. Il ajoute que l'Armée de l'Air Française, annonçant dans un premier temps, avec « fierté », cette reconnaissance de l'exploit des pilotes, a ensuite retiré cette information de ses comptes de réseaux sociaux. Toutefois, l'annonce des plaques commémoratives modifiées est toujours disponible sur son site internet.

## Postérité

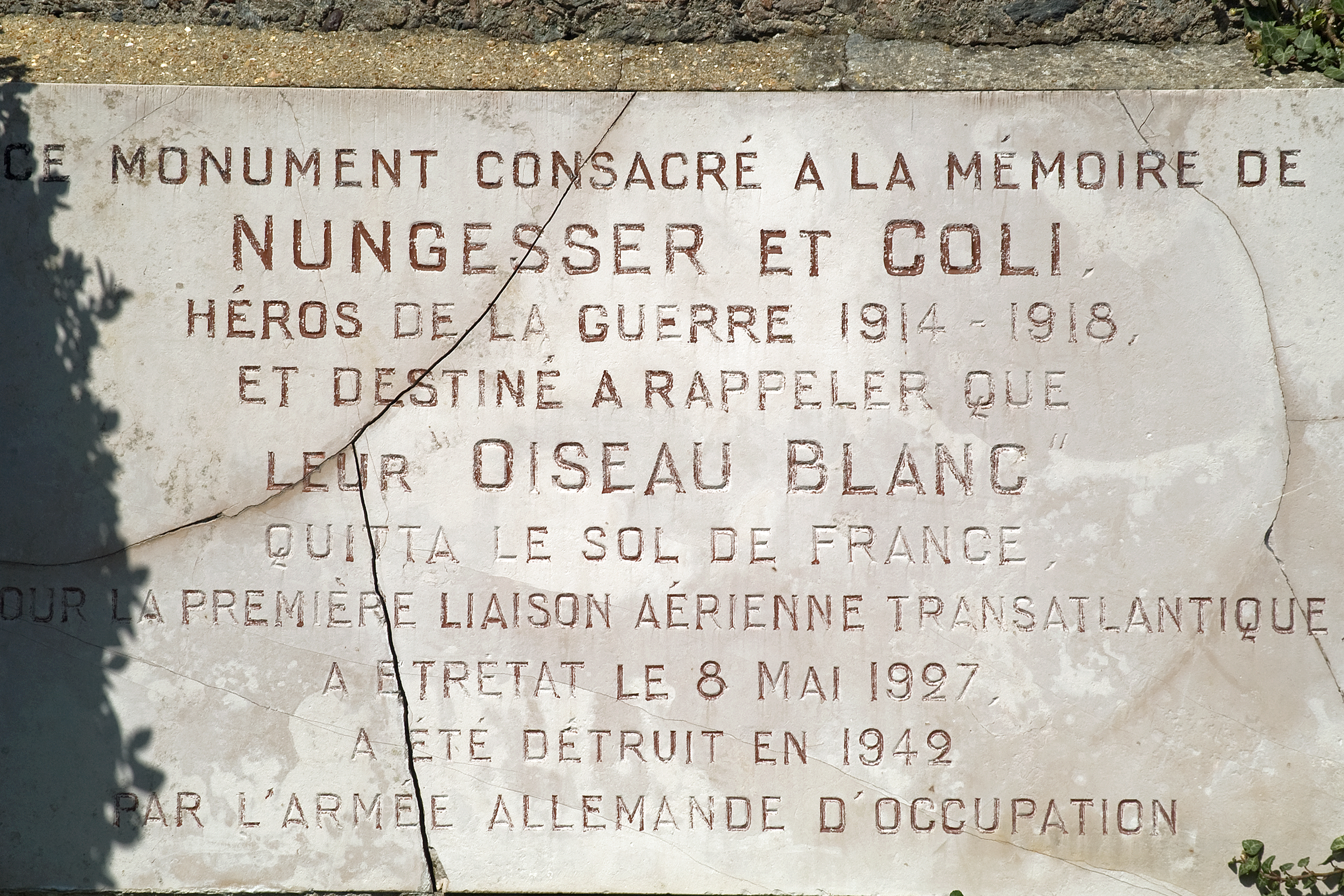
Plaque à Étretat en souvenir des deux pilotes.

La disparition de l'Oiseau blanc est parfois appelée « l'Everest des mystères de l'aviation ». TIGHAR considère l'Oiseau blanc comme « l'avion disparu le plus important de l'histoire ». L'accueil enthousiaste réservé à Charles Lindbergh et le fort retentissement de son exploit ont probablement été rehaussés par l'émotion causée par la disparition de Charles Nungesser et François Coli, moins de deux semaines auparavant. En cas de succès des Français, l'impact de la réussite de la traversée de l'Atlantique par Lindbergh sur l'industrie aéronautique américaine aurait pu être différent de ce qu'il a été.
Après son arrivée au Bourget le 21 mai 1927, la première visite de Lindbergh est pour Laure Nungesser, la mère du pilote de l'Oiseau blanc, pour lui enjoindre de ne pas perdre espoir. Le 15 octobre 1927, les pilotes français Dieudonné Costes et Joseph Le Brix sont les premiers à traverser l'Atlantique Sud, entre Saint-Louis, au Sénégal, et Natal, au Brésil. Leur appareil est un Breguet 19 qu'ils ont baptisé Nungesser-et-Coli en l'honneur de leurs camarades disparus.
Un monument est élevé à la mémoire des aviateurs sur les falaises d'Étretat, où l'Oiseau blanc a été aperçu de France pour la dernière fois. Il est détruit en 1942 par l'armée d'occupation allemande et un nouveau monument, haut de 24 mètres, est bâti à son emplacement en 1963. Non loin se trouve un musée consacré aux deux aviateurs. En 1929, une statue, célébrant Nungesser et Coli, et Lindbergh, est érigée à l'entrée de l'aéroport du Bourget, d'où les premiers sont partis, et où le second est arrivé. En 1967, la Poste française émet un timbre de 0,40 franc à l'effigie des aviateurs à l'occasion du quarantième anniversaire de leur disparition. Dix ans plus tard, un nouveau timbre est émis pour célébrer les vols de l'Oiseau blanc et du Spirit of St. Louis.

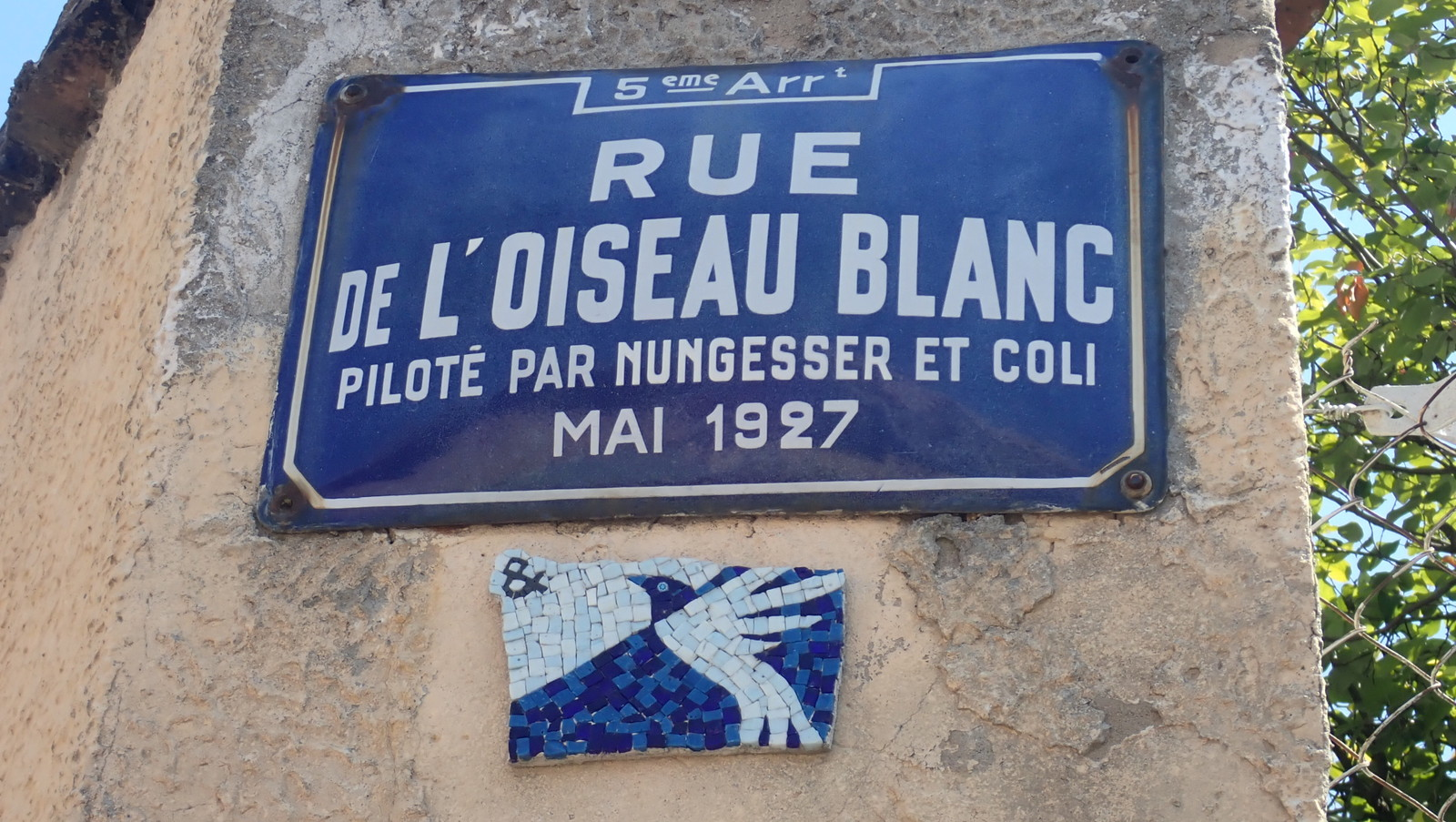
Plaque de rue à Lyon.

Il existe des rues, boulevards ou avenues Nungesser-et-Coli, ou rues Nungesser conduisant à une rue Coli, dans de très nombreuses communes de France.
Le vol de l'Oiseau blanc a inspiré de nombreux chansonniers, jusqu'à la Seconde Guerre mondiale. Vladimir Dyck leur a rendu hommage avec Sur la mort de deux héros. Nungesser et Coli (mai 1927). Prélude funèbre, pour orchestre et piano. (Exécuté pour la première fois à Paris en 1929, aux Concerts-Colonne, sous la direction de M. Gabriel Pierné) (1929).
Depuis 2018, l'association Les Oiseaux blancs réunit des écoles supérieures autour d'un projet de construction d'une réplique fidèle de l'Oiseau blanc. Leur objectif est de faire voler cette réplique avant 2027, centenaire de la tentative de traversée de Nungesser et Coli.

## Filmographie
En 1999, le téléfilm canadien Restless Spirits a pour intrigue principale la chute de l'Oiseau blanc à Terre-Neuve. Dans le film Sahara, adaptation de 2005 du roman homonyme de Clive Cussler, une coupure de presse fictive annonce la découverte par la NUMA de l'épave de l'Oiseau blanc. Le 1er octobre 2011, sur Arte, est diffusé le documentaire Le mystère de l'Oiseau blanc, réalisé par Louis-Pascal Couvelaire. L'Énigme de l’Oiseau blanc de Vincent Gielly, paru en DVD, s'intéresse également au destin mystérieux des deux hommes et de leur appareil.
France 2 a re-diffusé un reportage sur L'Oiseau blanc, le dimanche 26 avril 2015 à 13 h 20 intitulé « La traque de L'Oiseau blanc ».